# باستر

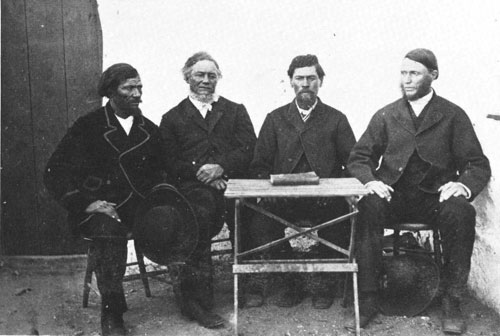

باستر هي مجموعة عرقية من ناميبيا وجنوب أفريقيا تنحدر من رجال البوير، وعادة ما تكون من نساء بوشمان أو خويخو، ولكن في بعض الأحيان أيضًا نساء من الرقيق من كيب، ممن يقيمون في مستعمرة كيب الهولندية في القرن الثامن عشر. منذ النصف الثاني من القرن التاسع عشر، تركز مجتمع باستر ريهوبوث في وسط ناميبيا، في بلدة ريهوبوث وحولها. يرتبط الأوصياء ارتباطًا وثيقًا بالأفريقيين وشعوب الرأس الملون والجريكوا في جنوب أفريقيا الذين يتشاركون لغة وثقافة معهم.
لا تزال الأرقام الحالية للباستر غير واضحة (الأرقام بين 35000 و40،000 تقديري). كان البقاء على قيد الحياة للثقافة الباستر والهوية موضع تساؤل في ناميبيا الحديثة. يسيطر شعب أوامبو الإثني على السياسة والحياة العامة في ناميبيا الحديثة، الذين يشكلون ما يقرب من نصف السكان وثقافتهم. وقد وصف السياسيون الناشطون والناشطون سياسات أوامبو القمعية تجاه مجتمعهم.